# Creugas mucronatus
Creugas mucronatus is een spinnensoort uit de familie van de loopspinnen (Corinnidae).
De wetenschappelijke naam van de soort werd in 1899 als Corinna mucronata gepubliceerd door Frederick Octavius Pickard-Cambridge.